# Кукавка (рід)
Ку́кавка (Cacomantis) — рід зозулеподібних птахів родини зозулевих (Cuculidae). Представники цього роду мешкають в Південній і Південно-Східній Азії та в Австралазії.

## Опис
Кукавки — невеликі і середнього розміру зозулі, які досягають довжини 18–28 см і ваги 19,5–44 г. Їхнє забарвлення переважно коричневе або сіре, хвости східчасті і смугасті, ніздрі мають круглу форму. Для смугастої кукавки характерні поперечні смуги на хвості, у інших видів смуги косі. Кукавки, як і багато інших зозуль, практикують гніздовий паразитизм.

## Види
Виділяють десять видів:
- Зозуля бліда (Cacomantis pallidus)
- Коель білоголовий (Cacomantis leucolophus)
- Кукавка рудочерева (Cacomantis castaneiventris)
- Кукавка віялохвоста (Cacomantis flabelliformis)
- Кукавка смугаста (Cacomantis sonneratii)
- Кукавка сіровола (Cacomantis merulinus)
- Кукавка мала (Cacomantis passerinus)[12]
- Кукавка австралійська (Cacomantis variolosus)
- Кукавка рудовола (Cacomantis sepulcralis)[13]
- Кукавка молуцька (Cacomantis aeruginosus)[14]

## Етимологія
Наукова назва роду Cacomantis походить від сполучення слів дав.-гр. κακος — злий, несприятливий і μαντις — пророк. Забобонні яванці вважали, що спів сіроволої кукавки, почутий вночі на кладовищі, пророкує смерть, нещастя та погану погоду.